# Henri Skiba
Henri Skiba (születési keresztnevén Heinrich) (Beuthen, 1927. július 14. – Limoges, 2018. március 11.) sziléziai német származású francia labdarúgócsatár, edző.

## Pályafutása

### Klubcsapatokban
1949-ben a nyugatnémet 1. FC Nürnberg csapatában kezdte a labdarúgó pályafutását. 1950-ben az FC Nancy, 1950 és 1953 között a Besançon RC, 1953 és 1955 között az AS Monaco, 1955 és 1957 között az RC Strasbourg, 1957 és 1960 között a Nîmes Olympique, 1960–61-ben a Sochaux, 1961 és 1963 között a Stade Français, 1963 és 1965 között az FC La Chaux-de-Fonds labdarúgója volt.

### A válogatottban
1959 és 1961 között három alkalommal szerepelt a francia válogatottban.

### Edzőként
1963 és 1963 között a FC La Chaux-de-Fonds csapatánál kezdte edzői pályafutását. 1967 és 1973 között Svájcban tevékenykedett: 1967 és 1969 között a Grasshopper, 1970-ben a Young Boys, 1971 és 1973 között az FC Biel-Bienne vezetőedzője volt. 1973 és 1977 között az AS Angoulême, 1978 és 1981 között az FC Limoges szakmai munkáját irányította.